# Adrien de Lavalette
Pour les articles homonymes, voir De Morlhon (homonymie).
Le comte Adrien de La Valette (de son nom complet Pierre-Marie-Joseph-Adrien Morlhon de La Valette), né le 5 janvier 1813 à Dunkerque et mort le 10 janvier 1886 à Paris, est un journaliste, inventeur et administrateur de sociétés français.

## Biographie
Issu de la famille de Morlhon, lointain descendant des comtes de Rouergue, il était le fils de Michel-Auguste-Antoine Morlhon-La Valette (1780-1855) et de Mélanie Marie Josephe de Nys de Voshol. Adrien eut trois fils dont le cinéaste Camille de Morlhon.
Journaliste, il a fondé en février 1840, dès l'âge de 27 ans, L'Écho du monde savant, basé rue des Petits-Augustins à Paris. Après avoir quitté la direction du périodique et laissé celui-ci dans les mains d'Ernest de Belenet, le 29 février 1848, il créa le journal l'Assemblée Nationale. L'éditorial du premier numéro (27 février 1848) signé « Adrien de la Valette » consacre le gouvernement constitué : « Pour soutenir le gouvernement provisoire comme drapeau de l'ordre social ». Il reprochait à Lamartine sa référence constante au peuple. Ce fut le premier cri de protestation contre la Révolution de 1848.
La même semaine, il fonda le 28 février 1848 le Bulletin de Paris, correspondance des journaux, des départements et de l'étranger, qu'il revendit en 1850 à Mathieu Laffite, publicitaire, qui se rapprochera deux ans plus tard de l'Agence Havas pour fonder l'agence de publicité nommée Société Havas Laffite et Compagnie.
Le 21 mars 1857, il acheta l'hôtel Fieubet, dans le quartier du Marais à Paris, à l'abandon, qui avait servi successivement de pensionnat et de raffinerie de sucre. Il entreprit de lui rendre son antique splendeur avec l'aide de Jules Gros, élève de Henri Labrouste, qui façonna la pierre en frontons, ajouta les sculptures et balcons de façade, les cariatides, balustrades, décorations, médaillons et autres mascarons. Mais bientôt l'argent manqua et la restauration de l'hôtel resta inachevé.
Ingénieur de formation, le comte de La Valette fut également président de la Société des inventeurs de France. Mêlé au mouvement industriel, il était et vice-président du conseil d'administration de la Compagnie de la Ligne d'Italie, censée relier Calais à Milan par le chemin de fer, qui devait passer par le col du Simplon, en reliant la ligne Bouveret-Sion, qu'il racheta pour 2,25 millions de francs. Il voulut faire du petit port de Le Bouveret, sur le Lac Léman, le « Port-Saïd helvétique », ce qui explique l'ampleur de la gare du Bouveret créée en 1856, point de départ de la fameuse « Ligne du Tonkin ».
Une concession fut signée le 11 janvier 1853, mais l'appel à l'épargne publique fut un échec. Il créa donc en avril 1856 une nouvelle société, la Compagnie des chemins de fer de la Ligne d'Italie. La ligne fut ouverte à l'exploitation (Sion-Le Bouveret) le 1er juin 1860. Mais les travaux vers la ville de Sierre puis vers Brigue sont arrêtés et la compagnie mise en liquidation en juillet 1865. Les travaux ne reprirent que lentement et furent terminés en septembre 1868 par la Nouvelle Compagnie de la Ligne d'Italie par le Simplon fondée aussi par Adrien de La Valette, qui lança une nouvelle souscription publique, sans parvenir à lever les fonds, faute de justifier sa situation financière. Les titres baissèrent rapidement. 
Lors de la liquidation de la Compagnie en 1874, Adrien de La Valette fit recours au Conseil national suisse, mais fut débouté faute d'avoir convoqué une assemblée générale depuis 1869 ; toutes les fonctions d'administrateurs étaient expirées au 31 janvier 1872.